# Rundstirnmotten
Die Rundstirnmotten oder Wippmotten (Glyphipterigidae) sind eine Familie der Schmetterlinge (Lepidoptera). Sie kommen weltweit mit ca. 400 Arten vor. In ganz Europa sind bis jetzt 20 Arten beschrieben, von denen in Mitteleuropa 11 Arten vorkommen. Ihr Hauptverbreitungsgebiet sind die Tropen.

## Merkmale
Die Falter erreichen eine Flügelspannweite von 7 bis 16 Millimetern und haben einen schlanken und langgestreckten Körper. Ihre Vorderflügel sind schmal bis breit und werden zwei- bis viermal länger als breit. Es gibt einige Arten, die metallisch glänzende Flügel oder metallische Muster auf den Flügeln aufweisen. Die Hinterflügel sind gefranst und haben eine ähnliche Breite wie die Vorderflügel. Die Fühler werden halb so lang, bis gleich lang, wie die Vorderflügel. Neben den Facettenaugen haben die Falter auch Punktaugen  (Ocelli). Ihre Maxillarpalpen sind gut entwickelt oder stark zurückgebildet, ihr ungeschuppter Saugrüssel ist voll entwickelt. 
Die Vorderflügel haben 13 Flügeladern mit 2 Analadern (1b und 1c), die Hinterflügel haben 7 bis 10 Adern mit keinen oder drei Analadern (1a, 1b und 1c).

## Lebensweise
Die tagaktiven Falter bewegen ihre Flügel in Ruhestellung charakteristisch auf und ab, weswegen sie auch Wippmotten genannt werden. 
Die Raupen besitzen fünf Bauchbeinpaare. Sie leben als Minierer in Blättern und jungen Trieben oder in Grassamen. Bei manchen Arten fressen die älteren Raupen nicht minierend, sondern auf den Blättern. Das Nahrungsspektrum der Rundstirnmotten umfasst Einkeimblättrige, besonders aber Sauergräser (Cyperaceae) und Binsengewächse (Juncaceae). Die Verpuppung findet entweder in ihrer Mine, zwischen Blättern oder in einem Gespinst am Erdboden statt. 

## Systematik (Europa)

### Unterfamilie Orthoteliinae
- Orthotelia sparganella (Thunberg, 1788) A, CH, D

### Unterfamilie Glyphipteriginae
- Glyphipterix argyroguttella Ragonot, 1885
- Glyphipterix bergstraesserella (Fabricius, 1781) A, CH, D
- Glyphipterix danilevskii Diakonoff, 1978
- Glyphipterix diaphora Walsingham, 1894
- Glyphipterix equitella (Scopoli, 1763) A, CH, D
- Glyphipterix forsterella (Fabricius, 1781) A, CH, D
- Glyphipterix fortunatella Walsingham, 1908
- Glyphipterix fuscoviridella (Haworth, 1828) CH
- Glyphipterix gianelliella Ragonot, 1885 A, CH
- Glyphipterix haworthana (Stephens, 1834) A, CH, D
- Glyphipterix heptaglyphella Le Marchand, 1925
- Glyphipterix loricatella (Treitschke, 1833)
- Glyphipterix nicaeella Möschler, 1866 CH
- Glyphipterix pygmaeella Rebel, 1896
- Glyphipterix schoenicolella Boyd, 1859 A, CH, D
- Glyphipterix simpliciella (Stephens, 1834) A, CH, D
- Glyphipterix sulcosa Diakonoff, 1978
- Glyphipterix thrasonella (Scopoli, 1763) A, CH, D
- Glyphipterix umbilici M. Hering, 1927